# Rick Moranis
Frederick Alan Moranis (Toronto, 18 de abril de 1953), conhecido artisticamente como Rick Moranis ou como Rick Allan no início da carreira, é um comediante, dublador, músico, compositor e ator canadense.
Ganhou destaque na série de comédia Second City Television (SCTV) e ficou conhecido por participar de diversas comédias nas década de 1980 e 90 como Os Caça-Fantasmas, A Pequena Loja dos Horrores, Spaceballs, Os Flintstones: O Filme e a franquia Querida, Encolhi as Crianças.
Em 1991, Moranis ficou viúvo e iniciou uma longa pausa na carreira para se dedicar aos dois filhos. Não apareceu mais em nenhum filme, apesar de ter dublado algumas animações, como Brother Bear e sua continuação Brother Bear 2. Também lançou álbuns de comédia e fez aparições em convenções de fãs.

## Biografia
Moranis nasceu numa família judia em Toronto, Ontário, e frequentou o ensino médio na Escola Secundária Sir Sandford Fleming. Frequentou a escola elementar com Geddy Lee, da banda Rush.
Seus ancestrais judeus são de origem húngara, vindos de Kolozsvár, Reino da Hungria (atualmente Cluj-Napoca, Romênia).

## Carreira

### Início da carreira
Rick começou sua carreira artística na década de 1970, como apresentador de rádio, usando o Nome artístico de Rick Allen, passando por diversas emissoras de rádio. Após isto, ingressou no programa de esquetes SCTV, que o consagrou como comediante.

### Carreira cinematográfica
Rick Moranis destacou-se no cinema principalmente nas décadas de 80 e Década de 1990. Entre seus trabalhos mais conhecidos no Brasil, estão os filmes Os Caça-Fantasmas I e II, A Pequena Loja dos Horrores, S.O.S. - Tem um louco solto no espaço, Os Flintstones onde interpretou Barney Rubble, além do papel recorrente do inventor Wayne Szalinski nos filmes Querida, Encolhi as Crianças, Querida, Estiquei o Bebê, Querida, Encolhi a Gente e na atração da Walt Disney World Querida, Encolhi a Platéia. Recentemente, dublou o alce Rutt, no filme Irmão Urso, reunindo-se com seu antigo companheiro na SCTV, Dave Thomas. Thomas interpretou Tuke, outro alce, que é irmão de Rutt e faz dupla cômica com o mesmo. Tanto Moranis quanto Thomas repetiram o papel na continuação Irmão Urso 2

### Afastamento
Em 1997, Moranis entrou em um hiato e se afastou da indústria cinematográfica. Mais tarde, ele explicou: "Sou pai solteiro e acabei descobrindo que era muito difícil conseguir criar meus filhos e fazer as viagens envolvidas na produção de filmes. Então, fiz uma pausa. E um pouco de uma pausa se transformou em uma pausa mais longa, e então eu descobri que realmente não sentia falta."
Em 2004, Moranis entrou no Comité Consultivo do programa de comédia Humber College.
Em 2005, lançou um álbum intitulado The Agoraphobic Cowboy. O álbum foi produzido por Tony Scherr, e é distribuído através da ArtistShare. No dia 8 de dezembro de 2005, o álbum foi nomeado para o Grammy Awards de Melhor Álbum Comédia em 2006.
Em 24 de junho de 2008, Moranis recusou sair da aposentadoria para se juntar a outros membros do elenco de Ghostbusters na produção de um novo jogo baseado no filme. No ano seguinte, Harold Ramis disse para Entertainment Weekly sobre uma proposta para realização de Ghostbusters 3, que, "Todos disseram que desejam fazê-lo", incluindo Moranis, e Sigourney Weaver.
Em 9 de maio de 2018, Moranis reprisou o personagem Dark Helmet em um episódio da série  The Goldbergs, embora apenas sua voz seja ouvida.
Em 12 de fevereiro de 2020, Moranis foi oficialmente confirmado para reprisar o papel de Wayne Szalinski no próximo reboot de Honey I Shrunk the Kids, Shrunk, estrelado por Josh Gad e produzido pela Disney+.

## Filmografia

### Filmes
| Ano  | Título                                                       | Papel                                                    | Nota                             |
| ---- | ------------------------------------------------------------ | -------------------------------------------------------- | -------------------------------- |
| 1983 | Strange Brew                                                 | Bob McKenzie                                             | Também roteirista e co-diretor   |
| 1984 | Hockey Night                                                 | Coach                                                    |                                  |
| 1984 | The Wild Life                                                | Harry                                                    |                                  |
| 1984 | Ghostbusters                                                 | Louis Tully                                              |                                  |
| 1984 | Streets of Fire                                              | Billy Fish                                               |                                  |
| 1985 | Brewster's Millions                                          | Morty King                                               |                                  |
| 1986 | Little Shop of Horrors                                       | Seymour Krelborn                                         |                                  |
| 1986 | Head Office                                                  | Howard Gross                                             |                                  |
| 1986 | Club Paradise                                                | Barry Nye                                                |                                  |
| 1987 | Spaceballs                                                   | Lord Dark Helmet                                         |                                  |
| 1989 | The Rocket Boy                                               | Automatic Safety System                                  |                                  |
| 1989 | Ghostbusters II                                              | Louis Tully                                              |                                  |
| 1989 | Parenthood                                                   | Nathan Huffner                                           |                                  |
| 1989 | Honey, I Shrunk the Kids                                     | Wayne Szalinski                                          |                                  |
| 1990 | My Blue Heaven                                               | Barney Coopersmith                                       |                                  |
| 1991 | L.A. Story                                                   | Coveiro                                                  | não creditado[carece de fontes?] |
| 1992 | Honey, I Blew Up the Kid                                     | Wayne Szalinski                                          |                                  |
| 1993 | Splitting Heirs                                              | Henry Bullock                                            |                                  |
| 1994 | Little Giants                                                | Danny O'Shea                                             |                                  |
| 1994 | The Flintstones                                              | Barney Rubble                                            |                                  |
| 1994 | Honey, I Shrunk the Audience                                 | Wayne Szalinski                                          |                                  |
| 1996 | Big Bully                                                    | David Leary                                              |                                  |
| 1997 | Honey, We Shrunk Ourselves                                   | Wayne Szalinski                                          | Diretamente em vídeo             |
| 2001 | Rudolph the Red-Nosed Reindeer and the Island of Misfit Toys | Ladrão de Brinquedos / Sr. Cuddles, o Ursinho de Pelúcia | Voz; diretamente em DVD          |
| 2003 | Brother Bear                                                 | Rutt                                                     | Voz                              |
| 2006 | Brother Bear 2                                               | Rutt                                                     | Voz; diretamente em DVD          |
| TBA  | Shrunk                                                       | Wayne Szalinski                                          | Pós-produção                     |

## Discografia

### Álbuns
- The Great White North (1981)
- You, Me, the Music and Me (1989)
- The Agoraphobic Cowboy (2005)

Bob and Doug McKenzie
- The Great White North (1981)
- Strange Brew soundtrack (1983)